# 青木誠 (実業家)
青木 誠（あおき まこと、1951年9月18日 - ）は、日本の実業家。日本トランスオーシャン航空代表取締役社長を務めた。

## 人物・経歴
佐賀県出身。1974年九州大学法学部卒業、日本航空入社。日本航空人事部マネージャーを経て、2000年日本航空人事部人事企画室長。2006年日本航空シンガポール支店長。2008年日本トランスオーシャン航空専務取締役。同年日本トランスオーシャン航空専務取締役。2010年日本トランスオーシャン航空代表取締役社長を務め、需要低迷が続く中、不採算路線の廃止や人員削減を進め、経営効率化にあたった。